# Belki proste
Belki proste – jednoprętowe (bezprzegubowe) elementy konstrukcyjne pracujące na zginanie w płaszczyźnie {\displaystyle 0xz,} wywołane obciążeniem pionowym. Oznaczając przez {\displaystyle A,B} odpowiednio lewy i prawy koniec belki, zapiszemy reakcje podporowe działające na tych końcach jako: {\displaystyle (V_{A},M_{A}-V_{B},M_{B}),} gdzie {\displaystyle V} – siły pionowe, {\displaystyle M} – momenty. Wprowadzimy dodatkowo umowę, że 0 oznacza brak reakcji, a 1 – jej istnienie. Pozwoli nam to określić warunki podporowe belek symbolem ({\displaystyle st\!-\!st}), gdzie {\displaystyle s,t\ \epsilon \ \{0,1\},} przy czym {\displaystyle s} oznacza reakcję prostopadłą do osi belki, zaś {\displaystyle t} - utwierdzenie jej końca. Symbolem SW oznaczymy ponadto statyczną wyznaczalność, zaś przez nSN – n-krotną statyczną niewyznaczalność. Przez obliczenie belki będziemy rozumieć wyznaczenie sił poprzecznych {\displaystyle Q} i momentów zginających {\displaystyle M} jako funkcji zmiennej {\displaystyle x.} Właśnie te siły przekrojowe są istotne przy wymiarowaniu belek. W przypadku statycznej niewyznaczalności belkę należy obliczać z wykorzystaniem np. metody sił. Rozróżniamy następujące typy belek prostych:
1. Belka swobodnie podparta (10-10) SW – może być wydłużona poza podpory w punktach {\displaystyle A,B} i wtedy nazywana jest belką prostą z przewieszeniami.
2. Wspornik (11–00) SW.
3. Wspornik podparty (11–10) 1SN – może być przewieszony poza podporę przegubową.
4. Belka obustronnie utwierdzona (11-11) 2SN.
5. Belka pół-prosta (01–10) SW – może być z przewieszeniem.
6. Belka pół-utwierdzona (01-11) 1NW.